# Brett Maher (basket-ball)
Pour les articles homonymes, voir Brett Maher et Maher.
Brett Maher, né le 17 avril 1973 à Adélaïde, en Australie, est un ancien joueur australien de basket-ball, évoluant au poste de meneur. 

## Carrière

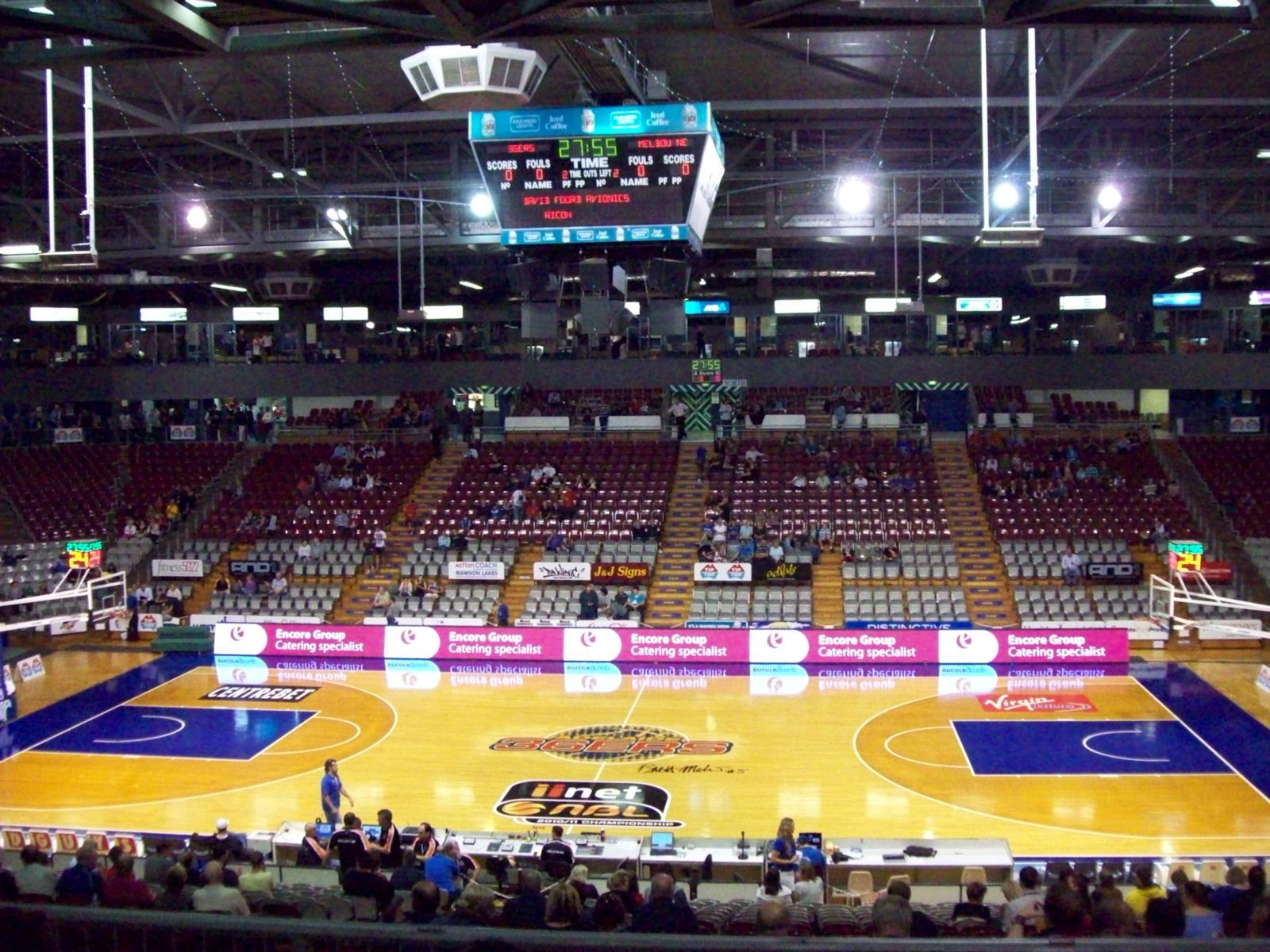
Brett Maher Court

En 2009, le parquet de l'Adelaide Arena est nommé Brett Maher Court en raison de ses dix-huit saisons au club dont treize en tant que capitaine.

### Palmarès
- Vainqueur de la NBL 1998, 1999, 2002